# Isidore's Ranch Indian Reserve 4
Isidore's Ranch Indian Reserve 4 är ett reservat i Kanada.   Det ligger i provinsen British Columbia, i den södra delen av landet, 3 000 km väster om huvudstaden Ottawa.
I omgivningarna runt Isidore's Ranch Indian Reserve 4 växer i huvudsak barrskog. Trakten runt Isidore's Ranch Indian Reserve 4 är nära nog obefolkad, med mindre än två invånare per kvadratkilometer.